# Carl Gottfried von Billerbeck
Carl Gottfried Friedrich von Billerbeck (* 1721 in Janikow; † 10. Juni 1761 in Tirol) war ein preußischer Major.

## Leben

### Herkunft und Familie
Carl Gottfried war Angehöriger der pommerschen Adelsgeschlechts von Billerbeck. Seine Eltern waren der preußische Kapitän im Regiment „Barfus“ und Erbherr auf Hohenwalde Gottfried von Billerbeck († vor 1759) und Beate Johanne, geborene von Schmeling aus dem Hause Streitz (1690–1759). General Konstantin von Billerbeck war sein Bruder.
Er hinterließ einen 1740 geborenen ehelichen Sohn Karl Wilhelm von Billerbeck, der als preußischer Leutnant a. D. seit 1788 Polizeibürgermeister in Libau war.

### Werdegang
Billerbeck bestritt eine Offizierslaufbahn in der preußischen Armee, in die er 13-jährig eintrat. Er nahm an den ersten beiden Schlesischen Kriegen teil und wurde in der Schlacht bei Kay verwundet. Als Hauptmann im Regiment „Wedel“ kommandierte er im Siebenjährigen Krieg ein Grenadierbataillon, das aus acht Grenadierkompanien der Regimenter „Kalckstein“, „Markgraf Karl“, „Wedel“  und „Itzenplitz“ zusammengesetzt war. In dieser Funktion wurde er in der Schlacht bei Kunersdorf erneut verwundet. 1760 avancierte er zum Major, geriet aber 1761 in Gefangenschaft der Österreicher, wurde nach Tirol geführt, wo er an seinen Verletzungen verstarb.